# Campeonato Mundial de Natação em Piscina Curta de 2016 - 400 m livre masculino
A prova dos 400 metros nado livre masculino do Campeonato Mundial de Natação em Piscina Curta de 2016 foi disputado no dia  6 de dezembro no Centro WFCU em Windsor, Canadá.

## Recordes
Antes desta competição, os recordes mundiais e do campeonato nesta prova eram os seguintes:
|                       | Nome          | Nacionalidade | Tempo   | Local  | Data                   |
| --------------------- | ------------- | ------------- | ------- | ------ | ---------------------- |
| Recorde mundial       | Yannick Agnel | França        | 3:32.25 | Angers | 15 de novembro de 2012 |
| Recorde do campeonato | Péter Bernek  | Hungria       | 3:35.01 | Doha   | 5 de dezembro de 2014  |

## Medalhistas
| Ouro                | Prata                    | Bronze             |
| Park Tae-hwan (KOR) | Aleksandr Krasnykh (RUS) | Péter Bernek (HUN) |

## Resultados

### Eliminatórias
As eliminatórias ocorreram dia 6 de dezembro com um total de 73 nadadores.  
| Colocação | Bateria | Raia     | Nome                       | Nacionalidade             | Tempo     | Notas |
| --------- | ------- | -------- | -------------------------- | ------------------------- | --------- | ----- |
| 1.        | 7       | 5        | Aleksandr Krasnykh         | Rússia                    | 3:38,40   | Q     |
| 2.        | 7       | 9        | Park Tae-hwan              | Coreia do Sul             | 3:38,47   | Q     |
| 3.        | 7       | 3        | Zane Grothe                | Estados Unidos            | 3:38,70   | Q     |
| 4.        | 8       | 4        | Péter Bernek               | Hungria                   | 3:39,08   | Q     |
| 5.        | 7       | 6        | Jordan Pothain             | França                    | 3:39,31   | Q     |
| 6.        | 8       | 3        | Wojciech Wojdak            | Polónia                   | 3:40,49   | Q     |
| 7.        | 7       | 2        | Maarten Brzoskowski        | Países Baixos             | 3:40,80   | Q     |
| 8.        | 8       | 2        | Stephen Milne              | Reino Unido               | 3:40,87   | Q     |
| 9.        | 8       | 5        | Henrik Christiansen        | Noruega                   | 3:41,18   |       |
| 10.       | 8       | 6        | Myles Brown                | África do Sul             | 3:41,49   |       |
| 11.       | 8       | 1        | Daniel Smith               | Austrália                 | 3:42,02   |       |
| 12.       | 7       | 4        | Gabriele Detti             | Itália                    | 3:42,58   |       |
| 13.       | 6       | 9        | Max Litchfield             | Reino Unido               | 3:42,98   |       |
| 14.       | 7       | 0        | Katsuhiro Matsumoto        | Japão                     | 3:43,32   |       |
| 15.       | 6       | 5        | Felix Aubock               | Áustria                   | 3:43,42   |       |
| 16.       | 8       | 7        | Poul Zellmann              | Alemanha                  | 3:44,09   |       |
| 17.       | 6       | 2        | Qui Ziao                   | China                     | 3:44,43   |       |
| 17.       | 6       | 3        | Reed Malone                | Estados Unidos            | 3:44,43   |       |
| 19.       | 7       | 8        | Victor Johansson           | Suécia                    | 3:44,63   |       |
| 20.       | 6       | 7        | Lucas Kanieski             | Brasil                    | 3:45,38   |       |
| 21.       | 5       | 6        | Jeremy Bagshaw             | Canadá                    | 3:45,54   |       |
| 22.       | 6       | 8        | Frans Johannessen          | Dinamarca                 | 3:45,56   |       |
| 23.       | 7       | 7        | Adam Paulsson              | Suécia                    | 3:45,99   |       |
| 24.       | 6       | 0        | Richárd Nagy               | Eslováquia                | 3:46,28   |       |
| 25.       | 6       | 1        | Richard Marton             | Hungria                   | 3:46,52   |       |
| 26.       | 8       | 9        | Martin Bau                 | Eslovênia                 | 3:46,77   |       |
| 27.       | 6       | 4        | Lander Hendrickx           | Bélgica                   | 3:46,91   |       |
| 28.       | 4       | 1        | Peter Brothers             | Canadá                    | 3:46,99   |       |
| 28.       | 5       | 2        | Jordan Sloan               | Irlanda                   | 3:46,99   |       |
| 30.       | 8       | 8        | Yuki Kobori                | Japão                     | 3:47,25   |       |
| 31.       | 5       | 4        | Brent Szurdoki             | África do Sul             | 3:47,29   |       |
| 32.       | 5       | 5        | Florian Wellbrock          | Alemanha                  | 3:47,30   |       |
| 33.       | 5       | 3        | Fernando Scheffer          | Brasil                    | 3:47,42   |       |
| 34.       | 7       | 1        | Jan Micka                  | Chéquia                   | 3:47,47   |       |
| 35.       | 5       | 8        | Artiom Łobuzow             | Rússia                    | 3:47,67   |       |
| 36.       | 5       | 1        | Marcus Kroyer              | Dinamarca                 | 3:48,20   |       |
| 37.       | 5       | 9        | Erik Gidskehaug            | Noruega                   | 3:48,27   |       |
| 38.       | 4       | 2        | Wu Yuhang                  | China                     | 3:48,45   |       |
| 39.       | 4       | 3        | Bogdan Scarlat             | Roménia                   | 3:49,18   |       |
| 40.       | 8       | 0        | Joris Bouchaut             | França                    | 3:49,55   |       |
| 41.       | 3       | 6        | Christian Bayo Punter      | Porto Rico                | 3:50,53   |       |
| 42.       | 4       | 8        | Khader Baqlah              | Jordânia                  | 3:50,58   |       |
| 43.       | 4       | 6        | Pang Sheng Jun             | Singapura                 | 3:50,70   |       |
| 44.       | 6       | 6        | Pal Joensen                | Ilhas Feroé               | 3:50,95   |       |
| 45.       | 5       | 0        | Michael Mincham            | Nova Zelândia             | 3:50,98   |       |
| 46.       | 4       | 5        | Oli Mortensen              | \| RO \| = \| {{{2a}}} \| | 3:52,26   |       |
| 47.       | 4       | 7        | Pit Brandenburger          | Luxemburgo                | 3:53,53   |       |
| 48.       | 3       | 3        | Irakli Revishvili          | Geórgia                   | 3:53,89   |       |
| 49.       | 1       | 3        | Igor Mogne                 | Moçambique                | 3:54,44   |       |
| 50.       | 3       | 9        | Cheng-Chi Cho              | Taipé Chinesa             | 3:55,06   |       |
| 51.       | 3       | 5        | Matias Lopez               | Paraguai                  | 3:55,42   |       |
| 52.       | 3       | 2        | Felipe Tapia Salinas       | Chile                     | 3:55,90   |       |
| 53.       | 3       | 4        | Angelo Šimić               | Bósnia e Herzegovina      | 3:57,75   |       |
| 54.       | 4       | 9        | Alex Sobers                | Barbados                  | 3:58,13   |       |
| 55.       | 5       | 7        | An Ting-Yao                | Taipé Chinesa             | 3:59,29   |       |
| 56.       | 2       | 2        | Jarod Alexander Arroyo     | Porto Rico                | 4:00,16   |       |
| 57.       | 3       | 7        | Wesley Roberts             | Ilhas Cook                | 4:00,17   |       |
| 58.       | 3       | 1        | Dioser Nunez               | República Dominicana      | 4:00,65   |       |
| 59.       | 3       | 8        | Lin Sizhuang               | Macau                     | 4:02,55   |       |
| 60.       | 2       | 1        | Emilio Avila               | Guatemala                 | 4:03,08   |       |
| 61.       | 4       | 0        | Dominic Walter             | Jamaica                   | 4:03,16   |       |
| 62.       | 2       | 4        | Antonio Gonzalez           | Costa Rica                | 4:03,35   |       |
| 63.       | 2       | 6        | Brandon Schuster           | Samoa                     | 4:04,74   |       |
| 64.       | 2       | 3        | Walter Caballero Quilla    | Bolívia                   | 4:07,73   |       |
| 65.       | 3       | 0        | Constantinos Hadjittooulis | Chipre                    | 4:07,74   |       |
| 66.       | 2       | 5        | Axel Ngui                  | Filipinas                 | 4:10,35   |       |
| 67.       | 2       | 7        | Franci Aleksi              | Albânia                   | 4:10,84   |       |
| 68.       | 1       | 4        | Amir Amrollahi Biuoki      | Irão                      | 4:10,88   |       |
| 69.       | 4       | 4        | Lâm Quang Nhật             | Vietname                  | 4:14,36   |       |
| 70.       | 2       | 8        | Frenc Berdaku              | Albânia                   | 4:15,84   |       |
| 71.       | 2       | 0        | Dean Hoffman               | Seicheles                 | 4:18,11   |       |
| 72.       | 2       | 9        | Tanner Poppe               | Guam                      | 4:54,15   |       |
| 73. !     | 1       | 5        | Oussama Mellouli           | Tunísia                   | 9:99,99 ! | DNS   |
| RO        | =       | {{{2a}}} |                            |                           |           |       |

### Final
A final teve sua disputa realizada em 7 de dezembro. 
| Colocação         | Raia | Nome                | Nacionalidade  | Tempo   | Notas |
| ----------------- | ---- | ------------------- | -------------- | ------- | ----- |
| Medalha de ouro   | 5    | Park Tae-hwan       | Coreia do Sul  | 3:34,59 |       |
| Medalha de prata  | 4    | Aleksandr Krasnykh  | Rússia         | 3:35,30 |       |
| Medalha de bronze | 6    | Péter Bernek        | Hungria        | 3:37,65 |       |
| 4.                | 7    | Wojciech Wojdak     | Polónia        | 3:37,90 |       |
| 5.                | 2    | Jordan Pothain      | França         | 3:39,35 |       |
| 6.                | 1    | Maarten Brzoskowski | Países Baixos  | 3:39,91 |       |
| 7.                | 3    | Zane Grothe         | Estados Unidos | 3:40,20 |       |
| 8.                | 8    | Stephen Milne       | Reino Unido    | 3:43,63 |       |

Legenda
| Recorde mundial       | Recorde mundial (World record)               |                       | Recorde africano                      | Recorde africano (African) |                                           | Q | Classificado por posição (Qualified) |
| Recorde do campeonato | Recorde do campeonato (Championship record)  | Recorde da América    | Recorde da América (Americas)         | q                          | Classificado por melhor tempo (Qualified) |   |                                      |
| Melhor marca do ano   | Melhor marca do ano (World leading)          | Recorde asiático      | Recorde asiático (Asian)              | DNS                        | Não largou (Did not start)                |   |                                      |
| Recorde nacional      | Recorde nacional (National record)           | Recorde europeu       | Recorde europeu (European)            | DNF                        | Não terminou (Did not finish)             |   |                                      |
| Recorde pessoal       | Recorde pessoal do atleta (Personal best)    | Recorde da Oceania    | Recorde da Oceania (Oceania)          | DSQ / DQ                   | Desclassificado (Disqualified)            |   |                                      |
| Recorde da temporada  | Recorde da temporada do atleta (Season best) | Recorde sul-americano | Recorde sul-americano (South America) | NM                         | Sem marca (No mark)                       |   |                                      |